# Đội tuyển bóng đá U-20 nữ quốc gia Myanmar
Đội tuyển bóng đá U-20 nữ quốc gia Myanmar (tiếng Miến Điện: မြန်မာ အမျိုးသမီး အသက် ၂၀ နှစ်အောက် ဘောလုံးအသင်း) là đội tuyển quốc gia bóng đá nữ trẻ của Myanmar và được Liên đoàn bóng đá Myanmar quản lý.

## Thành tích

### Cúp bóng đá U-20 nữ châu Á
| Cúp bóng đá U-20 nữ châu Á | Cúp bóng đá U-20 nữ châu Á  | Cúp bóng đá U-20 nữ châu Á  | Cúp bóng đá U-20 nữ châu Á  | Cúp bóng đá U-20 nữ châu Á  | Cúp bóng đá U-20 nữ châu Á  | Cúp bóng đá U-20 nữ châu Á  | Cúp bóng đá U-20 nữ châu Á  |
| Năm                        | Vòng                        | ST                          | T                           | H                           | B                           | BT                          | BB                          |
| -------------------------- | --------------------------- | --------------------------- | --------------------------- | --------------------------- | --------------------------- | --------------------------- | --------------------------- |
| 2002                       | Vòng bảng                   | 3                           | 2                           | 0                           | 1                           | 7                           | 8                           |
| 2004                       | Không đủ điều kiện          | Không đủ điều kiện          | Không đủ điều kiện          | Không đủ điều kiện          | Không đủ điều kiện          | Không đủ điều kiện          | Không đủ điều kiện          |
| 2006                       | Không đủ điều kiện          | Không đủ điều kiện          | Không đủ điều kiện          | Không đủ điều kiện          | Không đủ điều kiện          | Không đủ điều kiện          | Không đủ điều kiện          |
| 2007                       | Vòng bảng                   | 3                           | 0                           | 0                           | 3                           | 1                           | 13                          |
| 2009                       | Không đủ điều kiện          | Không đủ điều kiện          | Không đủ điều kiện          | Không đủ điều kiện          | Không đủ điều kiện          | Không đủ điều kiện          | Không đủ điều kiện          |
| 2011                       | Không đủ điều kiện          | Không đủ điều kiện          | Không đủ điều kiện          | Không đủ điều kiện          | Không đủ điều kiện          | Không đủ điều kiện          | Không đủ điều kiện          |
| 2013                       | Vòng bảng                   | 5                           | 0                           | 0                           | 5                           | 0                           | 26                          |
| 2015                       | Không đủ điều kiện          | Không đủ điều kiện          | Không đủ điều kiện          | Không đủ điều kiện          | Không đủ điều kiện          | Không đủ điều kiện          | Không đủ điều kiện          |
| 2017                       | Không đủ điều kiện          | Không đủ điều kiện          | Không đủ điều kiện          | Không đủ điều kiện          | Không đủ điều kiện          | Không đủ điều kiện          | Không đủ điều kiện          |
| 2019                       | Vòng bảng                   | 3                           | 0                           | 0                           | 3                           | 1                           | 11                          |
| 2022                       | Đã hủy do đại dịch COVID-19 | Đã hủy do đại dịch COVID-19 | Đã hủy do đại dịch COVID-19 | Đã hủy do đại dịch COVID-19 | Đã hủy do đại dịch COVID-19 | Đã hủy do đại dịch COVID-19 | Đã hủy do đại dịch COVID-19 |
| 2024                       | Không đủ điều kiện          | Không đủ điều kiện          | Không đủ điều kiện          | Không đủ điều kiện          | Không đủ điều kiện          | Không đủ điều kiện          | Không đủ điều kiện          |
| Tổng cộng                  | Vòng bảng                   | 14                          | 2                           | 0                           | 12                          | 9                           | 58                          |

### Giải vô địch bóng đá U-19 nữ ASEAN
| Giải vô địch bóng đá U-19 nữ ASEAN | Giải vô địch bóng đá U-19 nữ ASEAN | Giải vô địch bóng đá U-19 nữ ASEAN | Giải vô địch bóng đá U-19 nữ ASEAN | Giải vô địch bóng đá U-19 nữ ASEAN | Giải vô địch bóng đá U-19 nữ ASEAN | Giải vô địch bóng đá U-19 nữ ASEAN | Giải vô địch bóng đá U-19 nữ ASEAN | Giải vô địch bóng đá U-19 nữ ASEAN |
| Năm                                | Vòng                               | Thứ hạng                           | ST                                 | T                                  | H                                  | B                                  | BT                                 | BB                                 |
| ---------------------------------- | ---------------------------------- | ---------------------------------- | ---------------------------------- | ---------------------------------- | ---------------------------------- | ---------------------------------- | ---------------------------------- | ---------------------------------- |
| 2014                               | Tranh hạng 3                       | Hạng ba                            | 4                                  | 2                                  | 1                                  | 1                                  | 27                                 | 4                                  |
| 2022                               | Tranh hạng 3                       | Hạng tư                            | 5                                  | 2                                  | 0                                  | 3                                  | 7                                  | 9                                  |
| 2023                               | Tranh hạng 3                       | Hạng ba                            | 4                                  | 1                                  | 1                                  | 2                                  | 4                                  | 5                                  |
| 2025                               | Tranh hạng 3                       | Hạng tư                            | 5                                  | 2                                  | 1                                  | 2                                  | 14                                 | 7                                  |
| Tổng cộng                          | Tổng cộng                          | Tổng cộng                          | 18                                 | 7                                  | 3                                  | 8                                  | 52                                 | 25                                 |

## Huy chương

### Giải đấu AFF
- Giải vô địch bóng đá U-19 nữ ASEAN
  -  Quý quân (2): 2014[2], 2023[3]

### Giải đấu mời
- Giải vô địch bóng đá Jenesys Nhật Bản-Đông Nam Á U-19 nữ
  -  Á quân (1): Giải vô địch bóng đá Jenesys Nhật Bản-Đông Nam Á U-19 nữ 2019

## Kết quả
Các trận đấu quốc tế từ năm 2023 và các trận đấu được lên lịch trong tương lai

### 2023
Vòng loại Cúp bóng đá U-20 nữ châu Á 2024
| Campuchia | 0–2      | Myanmar                             |
| --------- | -------- | ----------------------------------- |
|           | Chi tiết | - Sandar Lin 50' - Nimol 64' (l.n.) |

| Myanmar                                     | 3–1      | Malaysia    |
| ------------------------------------------- | -------- | ----------- |
| - Wai Hin Phyo 19', 86' - Yin Loon Eain 80' | Chi tiết | - Hanim 58' |

| Myanmar                                                                 | 5–0      | Nepal |
| ----------------------------------------------------------------------- | -------- | ----- |
| - Zin Moe Paye 22' - Yin Loon Eain 44', 46', 90' - Yoon Wadi Hlaing 70' | Chi tiết |       |

| Đài Bắc Trung Hoa   | 1–1      | Myanmar            |
| ------------------- | -------- | ------------------ |
| - He Jia-shiuan 28' | Chi tiết | - Zin Moe Paye 26' |

| Trung Quốc                                                                 | 5–0      | Myanmar |
| -------------------------------------------------------------------------- | -------- | ------- |
| - Lu Jiayu 9' - Jiang Chenjing 36' - Huo Yuexin 41' - Zhao Xinyue 70', 75' | Chi tiết |         |

Giải vô địch bóng đá U-19 nữ Đông Nam Á 2023
| Myanmar                                | 2–1      | Philippines    |
| -------------------------------------- | -------- | -------------- |
| - Zin Moe Paye 58' - Yin Loon Eain 75' | Chi tiết | - Alforque 40' |

| Thái Lan           | 1–0      | Myanmar |
| ------------------ | -------- | ------- |
| - Pitchayathia 90' | Chi tiết |         |

| Việt Nam                                   | 2–1 (s.h.p.) | Myanmar            |
| ------------------------------------------ | ------------ | ------------------ |
| - Ngọc Minh Chuyên 43' - Lê Thị Trang 104' | Chi tiết     | - Yin Loon Eain 8' |

| Myanmar                                                 | 1–1      | Indonesia                        |
| ------------------------------------------------------- | -------- | -------------------------------- |
| - Yin Loon Eain 30'                                     | Chi tiết | - Awi 49' (ph.đ.)                |
| Loạt sút luân lưu                                       |          |                                  |
| - Theingi Htwe - Sandar Lin - Phyu Phyu Win - Phyu Phwe | 4–2      | - Helsya - Claudia - Awi - Ellen |

### 2025
Giải vô địch bóng đá U-19 nữ ASEAN 2025
| Việt Nam                                             | 2–0      | Myanmar |
| ---------------------------------------------------- | -------- | ------- |
| - Nguyễn Thị Thùy Linh 35' - Ngân Thị Thanh Hiếu 40' | Chi tiết |         |

| Myanmar                                                                           | 6–0      | Lào |
| --------------------------------------------------------------------------------- | -------- | --- |
| - Daisy Aung 18', 46' - Su Su Khin 27', 55' - Yin Loon Eain 43' - Aye Aye Soe 72' | Chi tiết |     |

| Myanmar | 7–0 | Đông Timor |
| --- | --- | ---------- |
| - Su Su Khin 5' - Moe Pwint Phyu 20' - Daisy Aung 23' - Pin Myint Yan 41' - Win Sandar 45' - Hnin Sandar Win 67' - Ya Min Phyu 79' |     |            |

| Thái Lan                                             | 5–1 | Myanmar          |
| ---------------------------------------------------- | --- | ---------------- |
| - Rasita 12' - Nachanok 18', 42' - Kurisara 34', 69' |     | - Su Su Khin 89' |

| Indonesia                                                          | 0–0 | Myanmar                                                                                            |
| ------------------------------------------------------------------ | --- | -------------------------------------------------------------------------------------------------- |
|                                                                    |     | |
| Loạt sút luân lưu                                                  |     | |
| - Auliah - Nasywa f. - Gea - Shifana - Nasywa R. - Jezlyn - Nabyla | 6–5 | - Yu Ya Naing - Daisy Aung - Yin Loon Eain - Nan Cho Hmwe - Yu Yu Naing - Sandar Lin - Ya Min Phyu |